# Ron Barceló
Ron Barceló (Barceló & Co.) es una empresa de República Dominicana dedicada a la comercialización de ron. Tiene su planta y destilería en San Pedro de Macorís. Exporta a 90 países, siendo una de las mayores empresas de la industria del ron.

## Historia
En 1929 el español Julián Barceló llegó a Santo Domingo procedente de Felanich, en la isla de Mallorca, y fundó Barceló & Co. Pronto comenzó a producir sus primeras bebidas y las distribuyó por el país.
En 1950, se lanzó Ron Barceló con sus productos Barceló Blanco y Dorado. Alrededor de veinte años más tarde, la compañía comenzó a vender el Ron Barceló Añejo.
En 1974, Miguel Barceló, el sobrino de Don Julián Barceló, se hizo cargo de la empresa y seis años más tarde, en 1980, nace el Ron Barceló Imperial, su primer ron "premium".
En los años 90, Barceló & Co., buscando la expansión de su marca, otorgó el derecho para exportar Ron Barceló al Grupo Varma, empresa española dedicada a la producción de vinos y bebidas espirituosas (Jack Daniel's, Glenfiddich, etc.), fundándose la compañía Ron Barceló SRL. En 2006, Ron Barceló SRL adquirió por completo la marca Ron Barceló, manteniéndose en el consejo directivo parte de la tercera generación de los Barceló.
En la actualidad, la empresa tiende a la premiumización de sus productos y se encuentra centrada en "la construcción de marca y la construcción de lazos emocionales con la misma".

## Productos
- Barceló Imperial Premium Blend
- Barceló Imperial Porto Cask
- Barceló Imperial Onyx
- Barceló Imperial
- Barceló Organic
- Barceló Añejo Dark
- Barceló Gran Añejo
- Barceló Cream
- Barceló Añejo
- Barceló Dorado Añejado
- Barceló Blanco Añejado[7]